# هنری بیشاپ (موسیقیدان)
هنری بیشاپ (انگلیسی: Henry Bishop؛ ۱۸ نوامبر ۱۷۸۶ – ۳۰ آوریل ۱۸۵۵) رهبر (موسیقی)، و آهنگساز اهل پادشاهی متحد بریتانیای کبیر و ایرلند بود. او آهنگسازی اثر معروف خانه! خانه عزیز! را بعد از وقایع جنگ داخلی آمریکا به عهده داشت و این اثر را به همراه جان هاوارد پین به سرانجام رساند.